# Eskortní torpédoborec
Eskortní torpédoborec byl typ válečné lodě sloužící primárně k doprovodu konvojů a ničení nepřátelských ponorek.

## Přehled tříd
| Třída                | Fotografie                      | Námořnictvo | Počet | Výtlak                            | Výzbroj | Pozn.                                      |
| -------------------- | ------------------------------- | ----------- | ----- | --------------------------------- | --- | ------------------------------------------ |
| Třída Evarts         | USS John M. Bermingham (DE-530) | US Navy     | 97    | 1140 T (standardní) 1430 T (plný) | 3× 76mm kanón 4× 40mm kanón 9× 20mm kanón 1× Hedgehog 8 vrhačů, 2 skluzavky                                  |                                            |
| Třída Buckley        | USS Weber (DE-675)              | US Navy     | 102   | 1400 T (standardní) 1740 T (plný) | 3× 76mm kanón 4× 40mm kanón 9× 20mm kanón 3× 533mm torpédomet 1× Hedgehog 8 vrhačů, 2 skluzavky              |                                            |
| Třída Cannon         | USS Eisner (DE-192)             | US Navy     | 72    | 1240 T (standardní) 1600 T (plný) | 3× 76mm kanón 2× 40mm kanón 8× 20mm kanón 3× 533mm torpédomet 1× Hedgehog 8 vrhačů, 2 skluzavky              |                                            |
| Třída Edsall         | USS Kirkpatrick (DE-318)        | US Navy     | 85    | 1200 T (standardní) 1590 T (plný) | 3× 76mm kanón 2× 40mm kanón 8–10× 20mm kanón 3× 533mm torpédomet 1× Hedgehog 8 vrhačů, 2 skluzavky           |                                            |
| Třída Rudderow       | USS Rudderow (DE-224)           | US Navy     | 22    | 1450 T (standardní) 1810 T (plný) | 2× 127mm kanón 4× 40mm kanón 40× 20mm kanón 3× 533mm torpédomet 1× Hedgehog 8 vrhačů, 2 skluzavky            |                                            |
| Třída John C. Butler | USS Stafford                    | US Navy     | 83    | 1350 T (standardní) 1750 T (plný) | 2× 127mm kanón 4× 40mm kanón 10× 20mm kanón 3× 533mm torpédomet 1× Hedgehog 8 vrhačů, 2 skluzavky            |                                            |
| Třída Dealey         | USS Dealey (DE-1006)            | US Navy     | 13    | 1314 t (standardní) 1877 t (plný) | 4× 76 mm 1× RUR-4 Weapon Alpha 1 skluzavka 6 vrhačů                                                          |                                            |
| Třída Claud Jones    | USS Claude Jones (DE-1033)      | US Navy     | 4     | 1314 t (standardní) 1916 t (plný) | 2× 76 mm 2× Hedgehog                                                                                         |                                            |
| Třída Bronstein      | USS Bronstein (FF-1037)         | US Navy     | 2     | 1882 t (standardní) 2723 t (plný) | 3× 76 mm 8× RUR-5 ASROC 6× 324mm torpédomet 1 vrtulník                                                       | Roku 1975 reklasifikovány na fregaty (FF). |
| Třída Garcia         | USS Koelsch (FF-1049)           | US Navy     | 10    | 2441 t (standardní) 3371 t (plný) | 2× 127 mm 8× RUR-5 ASROC 2× 533mm torpédomet 1 vrtulník                                                      | Roku 1975 reklasifikovány na fregaty (FF). |
| Třída Knox           | USS Lang (FF-1060)              | US Navy     | 46    | 3010 t (standardní) 4200 t (plný) | 1× 127 mm 8× RUR-5 ASROC 8× Sea Sparrow 4× 324mm torpédomet 1 vrtulník                                       | Roku 1975 reklasifikovány na fregaty (FF). |
| Třída Hunt I         | HMS Atherstone                  | Royal Navy  | 23    | 1000 t (standardní) 1490 t (plný) | 4× 102mm kanón (2×2) 4× 40mm kanón (1×4) 2× 20mm kanón (2×1) 2 vrhače, 1 skluzavka                           |                                            |
| Třída Hunt II        | HMS Lamerton                    | Royal Navy  | 33    | 1050 t (standardní) 1610 t (plný) | 6× 102mm kanón (3×2) 4× 40mm kanón (1×4) 2× 20mm kanón (2×1) 4 vrhače, 2 skluzavky                           |                                            |
| Třída Hunt III       | HMS Holcombe                    | Royal Navy  | 28    | 1050 t (standardní) 1620 t (plný) | 4× 102mm kanón (2×2) 4× 40mm kanón (1×4) 3× 20mm kanón (3×1) 2× 533mm torpédomet (1×2) 4 vrhače, 2 skluzavky |                                            |
| Třída Hunt IV        | HMS Brissenden                  | Royal Navy  | 2     | 1175 t (standardní) 1700 t (plný) | 6× 102mm kanón (3×2) 4× 40mm kanón (1×4) 2× 20mm kanón (2×1) 3× 533mm torpédomet (1×3) 4 vrhače, 2 skluzavky |                                            |